# Свенссон, Даниэль (футболист)
Даниэль Свенссон (швед. Daniel Svensson; род. 12 февраля 2002, Стокгольм) — шведский футболист, защитник сборной Швеции и дортмундской «Боруссии».

## Клубная карьера
Свенссон — воспитанник клубов Истра, «Скильебо» и «Броммапойкарна». 14 июня 2020 года в матче против «Фрея» он дебютировал Суперэттан в составе последних. 17 июня в поединке против «Сандвикена» Даниэль забил свой первый гол за «Броммапойкарна». Летом того же года Свенссон перешёл в датский «Норшелланн». 22 ноября в матче против «Ольборга» он дебютировал в датской Суперлиге. 29 апреля 2022 года в поединке против «Виборга» Даниэль забил свой первый гол за «Норшелланн». 
3 февраля 2025 года Свенссон перешёл в немецкую «Боруссию» на правах аренды с опцией выкупа. Дебютировал за клуб 8 февраля, выйдя на замену на 85-й минуте матча 21-го тура Бундеслиги против «Штутгарта» (1:2). 20 апреля в игре 30-го тура против мёнхенгладбахской «Боруссии» (3:2) забил первый мяч за новую команду, ставший победным.